# Bernard van Tijn
Bernard van Tijn (Haarlem, 6 januari 1900 - Amsterdam, 19 december 1990) was een Nederlandse jurist, rechter en gemeenteraadslid. Hij was actief in achtereenvolgens de Partij van de Arbeid (PvdA) en de Pacifistisch-Socialistische Partij (PSP), die hij beide verliet.

## Loopbaan
In 1930 vertrok hij naar Nederlands-Indië, waar hij in dienst trad als jurist bij de Landraad van het vorstendom Solo op Java. In 1940 werd hij benoemd tot secretaris van de Commissie-Visman. 
Na het uitroepen van de onafhankelijkheid van Indonesië, keerde hij in 1946 tijdelijk terug naar Nederland. Van 1948 tot 1951 werkte hij als rechter in Indonesië.
In 1952 volgde hij Arthur Lehning op als hoofd van de Franse afdeling van het Internationaal Instituut voor Sociale Geschiedenis in Amsterdam.

## Politieke activiteiten
Van Tijn was volgens zijn zoon Joop van Tijn marxist en zionist. Hij behoorde tot de linkervleugel van de Sociaal-Democratische Arbeiderspartij (SDAP) en trad na de Tweede Wereldoorlog toe tot de Partij van de Arbeid. In Nederlands-Indië richtte hij de Nederlands-Indische Zionistenbond op.
In Nederlands-Indië was hij voor de Tweede Wereldoorlog voorzitter van de Indische Sociaal-Democratische Partij (ISDP), de Indische SDAP, die was voortgekomen uit de rechter (voornamelijk Bataviaanse) vleugel van de Indische Sociaal-Democratische Vereeniging (ISDV), die door Henk Sneevliet was opgericht. Na het vertrek van de rechter vleugel ontwikkelde de ISDV zich tot de communistische partij van Indonesië. 
Terug in Nederland richtte hij met Piet Meertens en Sam de Wolff in 1955 het Sociaal-Democratisch Centrum (SDC) op, een linkse oppositiegroep in de PvdA, waarvan hij tot 1957 voorzitter was. Hij verzette zich tegen de politionele acties en het standpunt van de PvdA over die onafhankelijkheidsoorlog. Van 1955 tot 1957 was hij redactielid van het SDC-blad Perspectief, dat in april 1956 werd omgedoopt in Socialistisch Perspectief, Orgaan van het Sociaal-Democratisch Centrum van leden van de Partij van de Arbeid. Het SDC zou uiteindelijk door het bestuur van de PvdA worden verboden.
In 1959 keerde hij de PvdA de rug toe om in 1965 toe te treden tot de PSP, voor welke partij hij van september 1966 tot en met mei 1968 in de Amsterdamse gemeenteraad zat. Vanwege gezondheidsredenen moest hij zijn raadslidmaatschap neerleggen. In maart 1970  verliet hij de PSP vanwege haar Israël-standpunt.

## Persoonlijk
Benjamin (Bernard) van Tijn groeide op in Gouda en was een zoon van Joseph van Tijn (1867-1936) en Cornelia Polak (1874-1948). Hij trouwde op 21 juli 1937 met de hispanist Frieda Rosetta Zwart (Amsterdam, 24 april 1908 - Amsterdam, 19 oktober 1984), met wie hij twee zoons kreeg, de journalist Joop van Tijn en de journalist en bestuurder Philip van Tijn.
Van maart 1942 tot november 1945 verbleef hij in verschillende jappenkampen, waar hij voordrachten hield over staatsrecht en politiek. Onder zijn gehoor bevonden zich onder anderen Rob Nieuwenhuys en Wim Wertheim.

## Publicaties (selectie)
- Bernard van Tijn, 'Het socialistische Zionisme tegenover natie en autonomie', Mededelingenblad Sociaal Historische Studiekring (1958), no.14, p. 1-2.
- Bernard van Tijn, ‘Werner Blumenberg’, International Review of Social History, 11, nr. 1 (1966) 1-7.

## Over Bernard van Tijn
- Mau Cohen, Bernard van Tijn. Liber amicorum aangeboden bij zijn vijf-en-zestigste verjaardag: 1900 - 6 januari - 1965.
- Corine Spoor, 'Onschendbaar domein in Japans kamp', De Engelbewaarder, Rob Nieuwenhuys. Leven tussen twee vaderlanden, januari 1982.
- Fotograaf Eddy de Jongh fotografeerde de 81-jarige Bernard van Tijn in maart 1982.[12]
- Joël Cahen interviewde Bernard van Tijn op 24 oktober 1983 over zijn jeugd in Gouda, zijn orthodoxe opvoeding, socialisme, Poale Zion en de jappenkampen in Nederlands-Indie.[13]
- P.K. Heller, 'Bernard van Tijn is overleden', Nieuw Israelietisch Weekblad, 4 januari 1991, p. 17.
- Interview van Philo Bregstein met Bernard van Tijn.[14]
- Interview met Bernard van Tijn in Koemie Orie, april 1990 (Evelien Gans, Gojse nijd & joods narcisme. Over de verhouding tussen joden en niet-joden in Nederland, Amsterdam, 1994, pagina 141.)
- Bert Scova Rhigini, Een leven in twee vaderlanden. Een biografie van Beb Vuyk, Leiden, 1 januari 2006.